# Stefan Wallat
Stefan Wallat (Oberhausen, 15 de febrero de 1987) es un deportista alemán que compitió en remo. Ganó tres medallas en el Campeonato Mundial de Remo entre los años 2011 y 2015.

## Palmarés internacional
| Campeonato Mundial | Campeonato Mundial       | Campeonato Mundial | Campeonato Mundial      |
| Año                | Lugar                    | Medalla            | Prueba                  |
| ------------------ | ------------------------ | ------------------ | ----------------------- |
| 2011               | Bled (Eslovenia)         | Medalla de plata   | Cuatro scull ligero     |
| 2014               | Ámsterdam (Países Bajos) | Medalla de oro     | Ocho con timonel ligero |
| 2015               | Aiguebelette (Francia)   | Medalla de oro     | Ocho con timonel ligero |